# Monarcha Saint Vincent i Grenadyn
Monarcha Saint Vincent i Grenadyn – tytuł głowy państwa Saint Vincent i Grenadyny, którą obecnie jest król Karol III. Saint Vincent i Grenadyny są jednym z królestw Wspólnoty Narodów (Commonwealth Realm), podobnie jak Kanada czy Bahamy, które związane jest unią personalną z Koroną brytyjską.

## Tytulatura
Tytuł Karola III jako króla Saint Vincent i Grenadyn brzmi:
- Charles III, by the Grace of God, King of Saint Vincent and the Grenadines and His other Realms and Territories, Head of the Commonwealth
- Karol III, Z Bożej łaski król Saint Vincent i Grenadyn i jego innych Królestw i Terytoriów, głowa Wspólnoty Narodów.

Króla na Saint Vincent i Grenadynach zastępuje gubernator generalny.

## Monarchowie Saint Vincent i Grenadyn
- od 1979 do 2022 : Elżbieta II
- od 2022 : Karol III